# Anorthit
Das Mineral Anorthit ist ein häufig vorkommendes Gerüstsilikat aus der Gruppe der Feldspate innerhalb der Mineralklasse der „Silikate und Germanate“.
Anorthit kristallisiert im triklinen Kristallsystem mit der idealisierten chemischen Zusammensetzung Ca(Al2Si2O8) und ist damit chemisch gesehen ein Calcium-Alumosilikat. Das Mineral entwickelt meist kurzprismatische Kristalle mit einem glasähnlichen Glanz auf den Oberflächen, kommt aber auch in Form lamellenförmiger, körniger oder massiger Mineral-Aggregate vor. In reiner Form ist Anorthit farblos und durchsichtig. Durch vielfache Lichtbrechung aufgrund von Gitterfehlern oder polykristalliner Ausbildung kann er aber auch durchscheinend weiß sein und durch Fremdbeimengungen eine graue oder rötliche Farbe annehmen.
Anorthit ist Mitglied der Plagioklas-Mischreihe bestehend aus den Mineralen:
- Albit: Na(AlSi3O8)[2] (0–10 % Anorthit)
- (Oligoklas): (Na,Ca)(Si,Al)4O8[3] (10–30 % Anorthit)
- (Andesin): (Na,Ca)[(Si,Al)4O8][3] (30–50 % Anorthit)
- (Labradorit): (Ca,Na)[(Si,Al)4O8][3] (50–70 % Anorthit)
- (Bytownit): (Ca,Na)[(Si,Al)4O8][3] (70–90 % Anorthit)
- Anorthit: Ca(Al2Si2O8) (90–100 % Anorthit)

Die Zusammensetzung der einzelnen Zwischenglieder wurde willkürlich festgelegt, da sich die Einzelminerale nur durch chemische Analysen unterscheiden lassen. Daher sind nur die Endglieder Albit und Anorthit von der International Mineralogical Association (IMA) als eigenständige Minerale anerkannt.

## Etymologie und Geschichte
Erstmals entdeckt wurde Anorthit am Monte Somma in Italien und beschrieben 1823 von Gustav Rose, der das Mineral nach altgriechisch ἄ(ν)- á(n)-, deutsch ‚un-, ent-, -los‘, und ὀρθός orthós, deutsch ‚aufrecht, gerade, richtig‘, also „nicht aufrecht“ oder „nicht (auf)richtig“ in Anlehnung an die schiefe Form der triklinen Anorthitkristalle benannte.

## Klassifikation
Bereits in der veralteten 8. Auflage der Mineralsystematik nach Strunz gehörte der Anorthit zur Mineralklasse der „Silikate und Germanate“ und dort zur Abteilung der „Gerüstsilikate (Tektosilikate)“, wo er zusammen mit Albit, Andesin, Bytownit, Labradorit und Oligoklas sowie im Anhang mit Reedmergnerit die Gruppe der „Plagioklase“ mit der System-Nr. VIII/F.03c bildete.
Im zuletzt 2018 überarbeiteten und aktualisierten Lapis-Mineralienverzeichnis nach Stefan Weiß, das sich aus Rücksicht auf private Sammler und institutionelle Sammlungen noch nach dieser alten Form der Systematik von Karl Hugo Strunz richtet, erhielt das Mineral die System- und Mineral-Nr. VIII/J.07-70. In der „Lapis-Systematik“ entspricht dies ebenfalls der Abteilung „Gerüstsilikate“, wo Anorthit zusammen mit Albit, Anorthoklas, Banalsit, Dmisteinbergit, Filatovit, Kumdykolit, Liebermannit, Lingunit, Oligoklas, Stöfflerit, Stronalsit und Svyatoslavit sowie den Zwischengliedern Andesin, Bytownit und Labradorit eine eigenständige, aber unbenannte Gruppe bildet.
Die seit 2001 gültige und von der IMA zuletzt 2009 aktualisierte 9. Auflage der Strunz’schen Mineralsystematik ordnet den Anorthit ebenfalls in die Klasse der „Silikate und Germanate“, dort allerdings in die neu definierte Abteilung der „Gerüstsilikate (Tektosilikate) ohne zeolithisches H2O“ ein. Diese ist zudem weiter unterteilt nach der möglichen Anwesenheit weiterer Anionen, so dass das Mineral entsprechend seiner Zusammensetzung in der Unterabteilung „Gerüstsilikate (Tektosilikate) ohne zusätzliche Anionen“ zu finden ist, wo es zusammen mit den anerkannten Mineralen Albit und Reedmergnerit sowie den Zwischengliedern Andesin, Bytownit, Labradorit und Oligoklas ebenfalls die Gruppe der „Plagioklase“ mit der System-Nr. 9.FA.35 bildet.
Auch die vorwiegend im englischen Sprachraum gebräuchliche Systematik der Minerale nach Dana ordnet den Anorthit in die Klasse der „Silikate und Germanate“ und dort in die Abteilung der „Gerüstsilikate: Al-Si-Gitter“ ein. Hier ist er in der „Plagioklas-Reihe“ mit der System-Nr. 76.01.03 innerhalb der Unterabteilung „Gerüstsilikate mit Al-Si-Gitter“ zu finden.

## Kristallstruktur
Anorthit kristallisiert triklin in der Raumgruppe P1 (Raumgruppen-Nr. 2) mit den Gitterparametern a = 8,18 Å; b = 12,88 Å; c = 14,17 Å; α = 93,2°; β = 115,8° und γ = 91,2° sowie 8 Formeleinheiten pro Elementarzelle.

## Bildung und Fundorte

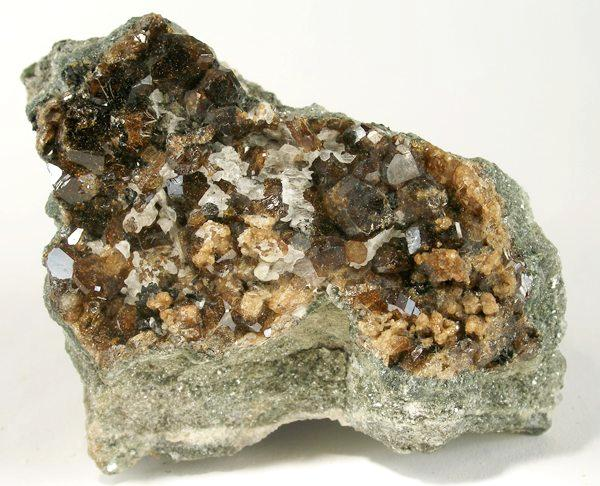
Anorthit (weiß) und Vesuvianit (bräunlich) vom Vesuv, Neapel, Italien

Anorthit bildet sich entweder magmatisch in Gabbro, Basalt und Anorthosit oder in metamorphen Gesteinen. Das Gestein Anorthosit, welches bedeutende Teile der Mondkruste bildet, besteht praktisch vollständig aus Anorthit.
Unter extrem hohen Druck von ~29 GPa (~290 kBar), wie er bei der Impaktmetamorphose als Folge eines Meteoriteneinschlages auftreten kann, wird anorthitreicher Plagioklas zu Maskelynit, einem diaplektischen Glas, umgewandelt. Bei nachlassendem Druck kann bei 6–8 GPa und 1350 - 1000 °C Maskelyit zu Tissintit kristallisieren, einem Pyroxen mit der Zusammensetzung von Anorthit, der Leerstellen auf einer Gitterposition aufweist.
Als häufige Mineralbildung ist Anorthit an vielen Orten anzutreffen, wobei weltweit bisher knapp 1900 Fundorte dokumentiert sind (Stand: 2021). Neben seiner Typlokalität Monte Somma wurde das Mineral in Italien noch am ebenfalls in Kampanien liegenden Vesuv, bei Osilo in der sardinischen Provinz Sassari, bei Spoleto in Umbrien sowie an mehreren Orten der Regionen Latium, Lombardei, Piemont, Sizilien, Trentino-Südtirol und Toskana gefunden.
Erwähnenswert aufgrund hervorragender Kristallfunde ist auch die Insel Miyake-jima in der japanischen Präfektur Tokyo, auf der Anorthitkristalle mit bis zu 5 cm Durchmesser gefunden wurden.
In Deutschland fand sich das Mineral unter anderem bei Schollach (Eisenbach) in Baden-Württemberg; Maroldsweisach, Röhrnbach und Wiesau in Bayern; Eschwege, Gießen und Hanau in Hessen; bei Bad Harzburg in Niedersachsen; an mehreren Orten der Eifel in Rheinland-Pfalz; bei Chemnitz und Schneeberg in Sachsen; bei Plön in Schleswig-Holstein; sowie bei Gera und Schmalkalden in Thüringen.
In Österreich trat Anorthit vor allem in Kärnten, Niederösterreich und der Steiermark auf und in der Schweiz fand er sich bisher nur bei Vicosoprano im Kanton Graubünden und im Tessin.
Weitere Fundorte liegen unter anderem in Algerien, Angola, am Mount Erebus in der Antarktis, Australien, Bolivien, Brasilien, Chile, der Volksrepublik China, Costa Rica, El Salvador, Finnland, Frankreich und die Französische Antilleninsel Guadeloupe, Griechenland, Grönland, Indien, Indonesien, Irland, Israel, Japan, Kamerun, Kanada, Kirgisistan, Nord- und Südkorea, Libyen, Madagaskar, Marokko, Mexiko, Namibia, Neuseeland, Norwegen, der Oman, Pakistan, Palästina, Papua-Neuguinea, Paraguay, Peru, Polen, Portugal, die Republik Kongo, Rumänien, Russland, Schweden, die Slowakei, Spanien, St. Kitts und Nevis, St. Lucia, Südafrika, Tansania, Tschechien, die Türkei, die Ukraine, Ungarn, im Vereinigten Königreich (Großbritannien), die Vereinigten Staaten von Amerika (USA) und die Zentralafrikanische Republik.
Auch in Gesteinsproben des Mittelatlantischen Rückens und des Ostpazifischen Rückens sowie außerhalb der Erde neben dem Mond noch im Schweifmaterial des Kometen Wild 2 konnte Anorthit nachgewiesen werden.